# Левицкий, Фёдор Васильевич
Фёдор Васильевич Левицкий (укр. Фе́дір Васи́льович Леви́цький; 2  (14) мая 1858, Павловск  — 19 февраля 1933, Чернигов ) – украинский и советский актёр, режиссёр, театральный деятель, переводчик, драматург, заслуженный артист Украинской ССР с 1926 года.

## Биография
В 1877 году окончил духовную семинарию, учительствовал в Новоукраинке в 1877-1887. В 1881 году основал любительский театральный кружок.
Дебютировал на театральной сцене в Белгороде. В 1888-1892 годах работал в труппах М. Кропивницкого.
Впоследствии у Н.К.. Садовского, позже восемь лет выступал в труппе А. Суслова.
С 1905 по 1908 год руководил собственной театральной труппой в Кременчуге вместе с женой Л. Квиткой; после этого снова работал в труппе А. Суслова.
В 1909-1917 годах – актёр театра Н. Садовского в Киеве.
В 1917-1919 годах играл в Национальном образцовом театре и Государственном драмтеатре.
После роспуска деникинцами украинских театров уехал с семьей в Новую Басань, где учительствовал, был режиссёром и артистом любительского кружка.
В 1925-1929 годах - в Украинском драматическом театре им. Т. Шевченко (с 1927 года – в Днепропетровске).
В 1930-1931 годов - актёр украинского театра "Жовтень" ("Октябрь") в Ленинграде. 
Играл в пьесах Гоголя, А. Островского, Кулиша, И. Карпенко-Карого и других.